# Janne Puurtinen
Janne Johannes "Burton" Puurtinen (født 17. oktober 1974) spiller keybord i rockbandet HIM fra Finland.